# 露蒙国境

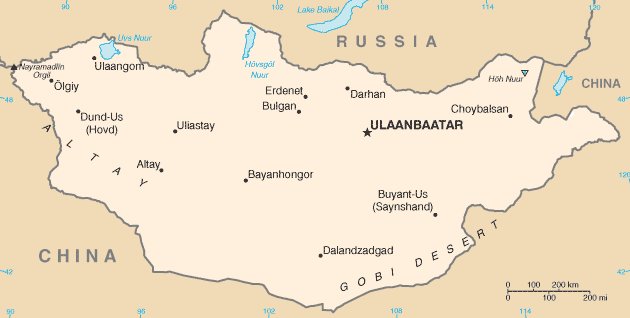
モンゴルの地図。北側がロシア

露蒙国境（ろもうこっきょう）は、ロシアとモンゴル国（蒙古）の間の国境である。
東西の両端とも中華人民共和国との三国国境であり、延長は3,452キロメートルである。ロシアの国境の中では、カザフスタンとの国境、中国との国境に次いで3番目に長い。
1922年から1991年までのロシアはソビエト連邦（ソ連）の一部であり、その間のこの国境は「ソ蒙国境」ということになるが、ソ連の構成共和国の中でモンゴルと国境を接するのはロシア・ソビエト連邦社会主義共和国のみであり、国境の歴史としては連続しているので、本項目で併せて説明し、一貫して露蒙国境の名称を用いる。

## 概要
西は中国との三国国境から始まる。この地点は、中国・カザフスタン・ロシアの三国国境の100キロメートル東に位置する。そこから、アルタイ山脈を通ってウヴス湖の近くまで北東方向に進む。ウヴス湖の北東の一角のみロシア領となっている。そこから東、そして南東に進路を変え、トレ＝ホリ湖を横切る。国境はその後、ウランタイガ山脈に沿って北上し、モンゴルのフブスグル湖を中心にサヤン山脈を通って大きく弧を描く。バイカル湖の南を東に進み、ロシアのバルン-トーレー湖の南を通って、東の中国との三国国境で終わる。

### 三国国境
露蒙国境の東と西の端点は、中露国境、中蒙国境が集まる三国国境である。1994年1月27日にウランバートルで調印された三国間協定により、2つの三国国境の位置が規定されている。この協定は、関係国の間でそれ以前に結ばれた二国間条約に基づくものである。
東の三国国境についてはタルバガン・ダフ（Ta'erbagan Dahu, Tarvagan Dakh）と呼ばれる地点に国境標識を建てることが規定されている。後の三国間協定で、三国国境の地理座標を北緯49度50分42.3秒 東経116度42分46.8秒 / 北緯49.845083度 東経116.713000度と決定した。国境標識とそのためのアクセス道路は、グーグルマップでおおよそ北緯49度50分44秒 東経116度42分50秒 / 北緯49.845625度 東経116.714026度の位置に表示されている。
西の三国国境は、タワン・ボグド峰（奎屯山）の山頂（北緯49度10分13.5秒 東経87度48分56.3秒 / 北緯49.170417度 東経87.815639度）と規定されている。この山は常に雪に覆われており、かつ到達が困難な場所にあるため、関係3か国はこの地点に国境標識を設置しないことで合意した。

## 歴史

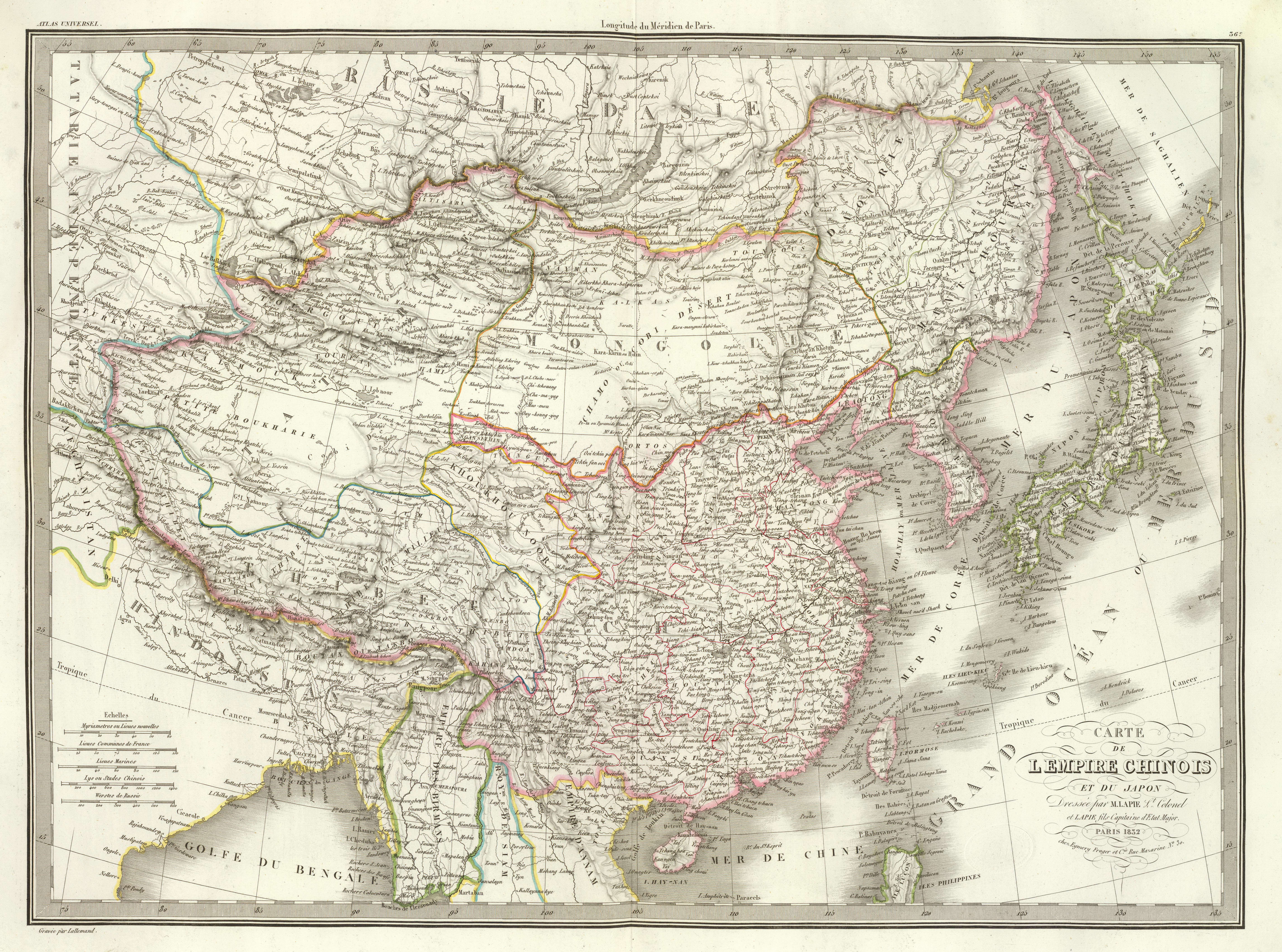
北側の赤い線は中露国境を示し、現在の露蒙国境にほぼ対応する。主な違いは、トゥヴァがロシアに併合されたことである。

ロシア帝国は17世紀中にシベリアに進出し、当時モンゴルを支配していた清国と対立するようになった。中国の完全な支配下にあった内蒙古と区別するために、現在のモンゴル国の領域は外蒙古と呼ばれていた。現在の露蒙国境のほとんどは、ロシア帝国と清との間で1727年に結ばれたキャフタ条約によって設定されたが、この条約ではトゥヴァは清側に残された。この国境は1881年のイリ条約で確定された。
1911年の辛亥革命により清朝が崩壊して混乱に陥ったため、モンゴルの民族主義者はロシアの支援を受けて外蒙古の独立を宣言した。ロシアは中国の弱みをついてトゥヴァを併合し、現代の露蒙国境が形成された。1915年、第二次キャフタ条約が調印され、ロシアはモンゴルに対する正式な中国の宗主権を認めたが、ロシアはこの地域に対する影響力を維持し、実質的にはモンゴルを半自治区として残した。1917年のロシア革命の後、中国はモンゴルに対する完全な支配権を再主張しようとモンゴルに侵攻したが、最終的にはモンゴル軍とソビエト連邦軍に撃退された。1921年にモンゴルは再度独立を宣言し、1924年にはモンゴル人民共和国が成立したが、1946年まで中国（中華民国）には承認されなかった。1921年にトゥヴァ人民共和国が設立されたが、1944年にソ連に完全に併合され、モンゴル＝トゥヴァ国境はモンゴル＝ソ連国境の一部となった。この国境はソビエト連邦の存続期間中は変化することがなく、1991年のソビエト連邦崩壊後も露蒙国境として続いている。

## 国境を通る交通路
露蒙国境には公式の国境通過点が10箇所ある。そのうち2箇所は鉄道による通過点だが、旅客の往来があるのはナウシキ駅-スフバートル駅間（モンゴル縦貫鉄道）のみである。道路による通過点のうち3箇所（タシャンタ-ツァガーンノール、キャフタ-アルタンブラグ、ソロビョフスク-エレンツァフ）は、全ての国の人に開放されており、パスポートを持っている人なら誰でも利用できる。残りの5箇所は、ロシアとモンゴルの国民にのみ開放されている。フブスグル湖の近くにある通過点は後者である。

## 国境侵犯
2005年に発表された記事によると、露蒙国境、特にトゥヴァ共和国の区間では、国境を越えた家畜の盗難と食肉の密輸が主な問題となっていた。

## 国境に接する行政区画

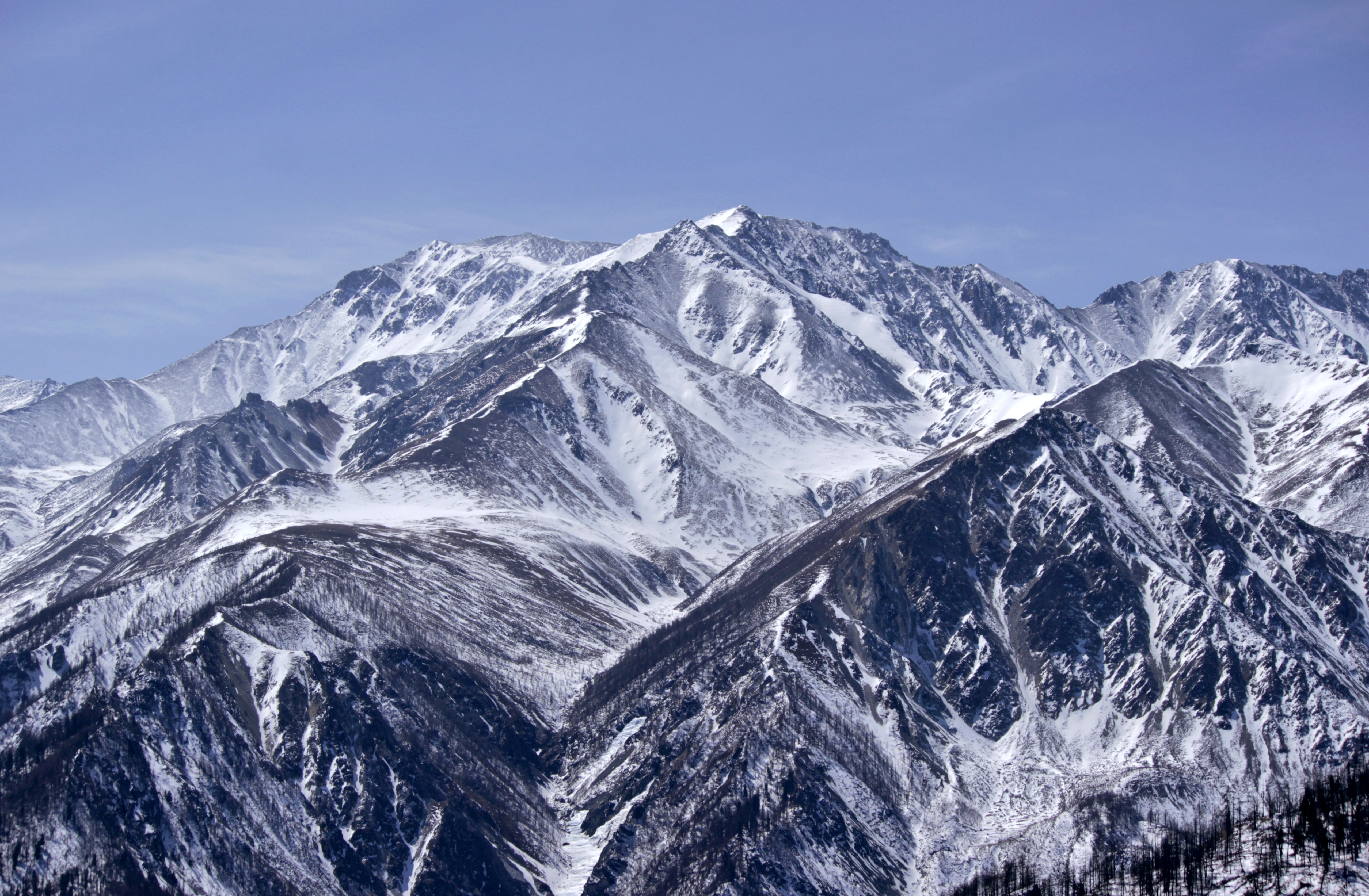
ムンク・サルディク山の山頂は、露蒙国境上に位置している。

### ロシア
ロシアでは、以下の4つの行政区画が国境に接している。
- アルタイ共和国
- トゥヴァ共和国
- ブリヤート共和国
- ザバイカリエ地方

### モンゴル
モンゴルでは、以下の8つのアイマク（行政区画）が国境に接している。
- バヤン・ウルギー県
- オブス県
- ザブハン県
- フブスグル県
- ボルガン県
- セレンゲ県
- ヘンティー県
- ドルノド県